# Dydak z Kadyksu
Dydak z Kadyksu, hiszp. Diego José López Caamano (ur. 30 marca 1743 w Kadyksie w Andaluzji, zm. 24 marca 1801 w Rondzie koło Malagi) – hiszpański kapucyn, kaznodzieja, pisarz, błogosławiony Kościoła katolickiego.

## Życiorys
Był synem Józefa López Caamano i Garcii Pérez de Rendón de Burgos. Mając 9 lat, stracił matkę. Do kapucynów wstąpił w 1757. Śluby wieczyste złożył 31 marca 1759. Po ukończeniu studiów filozoficzno-teologicznych w Carmonie został wyświęcony na kapłana w 1766. Pracował duszpastersko najpierw w Ubrique, a następnie na terenie Hiszpanii i Portugalii. Występował przeciwko zwolennikom rewolucji francuskiej. Był powoływany jako ekspert przez diecezje w Sewilli, Toledo i Walencji. Otrzymywał również doktoraty honoris causa, np. uniwersytetu w Osmie.
W 1794 roku napisał i wydał Memorial al rey con motivo de la guerra contra la República francesa – publikację usprawiedliwiającą w kategoriach wojny sprawiedliwej atak Hiszpanii na rewolucyjną Republikę Francuską.
Wydał ok. 90 dzieł. Szerzył kult Trójcy Świętej i Matki Bożej Dobrego Pasterza.

## Kult
Został beatyfikowany 22 kwietnia 1894 przez papieża Leona XIII.
Nazywany był „Janem Chryzostomem XVIII wieku” lub „zmartwychwstałym Tomaszem z Akwinu” ze względu na talent kaznodziejski i umiejętność przekazywania prawd wiary katolickiej. Niektóre źródła podają, iż był też nazywany „drugim świętym Pawłem”.
W ikonografii przedstawiany jest z krucyfiksem w ręku, na tle miasta i emblematów Trójcy Świętej, a także jako depczący mitrę.
W Kościele katolickim wspomnienie liturgiczne obchodzone jest 5 stycznia.